# Tiết Đào
Tiết Đào (chữ Hán: 薛濤; 768 - 831), tự Hồng Độ (洪度), lại có tự Hoành Độ (宏度), người Trường An, là nữ thi nhân thời nhà Đường, thường được gọi là Nữ Hiệu Thư (女校書). Bà tự mình chế ra một loại giấy nhỏ màu đào dùng để viết thơ, ảnh hưởng về sau rất lớn, dân gian gọi giấy đó là Tiết Đào tiên (薛涛笺) là vì vậy.
Tiết Đào cùng Lưu Thái Xuân, Ngư Huyền Cơ và Lý Quý Lan được xưng làm Đường triều Tứ đại nữ thi nhân (四大女诗人). Ngoài ra, bà cùng Trác Văn Quân, Hoa Nhị phu nhân và Hoàng Nga được xưng tụng là Thục trung Tứ đại tài nữ (蜀中四大才女).

## Cuộc đời

### Tuổi thơ
Năm Tông Đại thứ ba đời nhà Đường, tức là sau khi bình định được Loạn An Sử không lâu, thời cuộc bấp bênh, viên tiểu lại Tiết Vân (薛郧) ở kinh thành Trường An cùng vợ là Bùi phu nhân sinh được một con gái, đặt tên là [Tiết Đào].
Do bản thân Tiết Vân là người có học thức, nên Tiết Đào từ nhỏ đã được cha dạy dỗ chu đáo. Tiết Đào đã sớm bộc lộ tài năng làm thơ bẩm sinh. Đến khi 8 tuổi, Tiết Văn nhân thưởng thức dưới bóng cây ngô đồng làm ra một đoạn thơ vịnh, khi đang phân vân không rõ làm tiếp 2 câu tiếp theo như thế nào, thì Tiết Đào đọc thêm nốt 2 câu, ráp lại thành 1 bài thơ vịnh hoàn chỉnh:
| Nguyên văn ... 庭除一古桐 耸干入云中 枝迎南北鸟 叶送往来风 | Phiên âm ... Đình trừ nhất cổ đồng, Tủng cán nhập vân trung, Chi nghênh nam bắc điểu, Diệp tống vãng lai phong. | Dịch nghĩa ... Sân đồng cổ một cây Thân vườn cao vào mây Cành đón chim Nam Bắc Lá đưa gió Đông Tây. |

Lúc đó, Tiết Vân nghĩ rằng ắt sau này con gái sẽ trở thành một nhân vật đón đến tiễn đi này nọ. Sau này, quả thực Tiết Đào đã có một cuộc sống đầy kì thú. Tiết Vân vốn là người chính trực, vì vậy đã sớm đắc tội kẻ trên, bị cách chức và đày đi nơi khác. Từ cuộc sống hoa lệ ở Trường An, bỗng chốc cả nhà phải dời đến Thành Đô. Sau đó, Tiết Vân bị điều đến Nam Chiếu và mất mạng, để lại cả nhà chỉ còn một cô con gái 14 tuổi.
Năm 16 tuổi, vì sinh kế, Tiết Đào bằng dung mạo và tài năng hơn người tinh thi văn, thông âm luật của mình bắt đầu đến các nơi ăn chơi hoan lạc, rót rượu, phú thi, đàn xướng hầu khách. Không lâu sau, bà đã là một ca kĩ cao cấp nổi danh Thành Đô, mệnh danh là một thi kĩ. Xã hội khi đó, các quan viên đều thuộc hàng khoa bảng, nên học thức phần đông không hề thấp, mà Tiết Đào rất được họ chú ý và đánh giá cao, càng cho thấy tài năng không thường của bà.

### Phủ soái Nữ hiệu thư

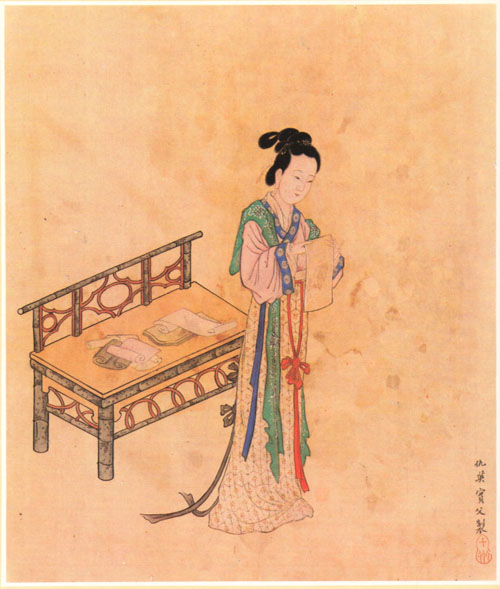
Nữ Hiệu thư Tiết Đào.

Năm Trinh Nguyên nguyên niên (758) thời Đường Đức Tông, triều đình mời Trung thư lệnh Vi Cao (韦皋) làm Tiết độ sứ Kiếm Nam, thống lược Tây Nam.
Vi Cao là một quan viên nho nhã cũng có tài thơ văn, ông nghe nói về tài năng xuất chúng của Tiết Đào mà còn là hậu nhân của quan chức triều đình, liền phá lệ mời bà dùng thân phận nhạc kĩ đến Soái Phủ đãi yến phú thi. Trong một lần đãi tiệc, Vi Cao mời Tiết Đào làm một bài thi phú, bà ung dung làm ra một đầu "Yết Vu sơn miếu" (谒巫山庙):
| 谒巫山庙 ... 朝朝夜夜阳台下，为雨为云楚国亡； 惆怅庙前多少柳，春来空斗画眉长。 | Phiên âm ... Triều triều dạ dạ dương đài hạ, vi vũ vi vân Sở quốc vong; Trù trướng miếu tiền đa thiếu liễu, xuân lai không đấu họa mi trường. |

Một đầu thơ này khiến Vi Cao đánh giá cao về Tiết Đào, bản thân Tiết Đào sau khi bài thơ này được truyền tụng cũng trở thành doanh kĩ nổi tiếng ở Thành Đô. Vì có sự tín nhiệm của Vi Cao, Tiết Đào thỉnh thoảng cũng tham dự một vài việc soạn công văn. Bà viết bút pháp tinh tế, chữ đẹp lại gọn gàng, ít khi có sai sót nên luôn được Vi Cao tán thưởng.
Sau 1 năm, Vi Cao mến tài, chuẩn bị tấu xin triều đình Đường Đức Tông để Tiết Đào đảm nhiệm quan chức "Hiệu thư lang" (校書郎), là một chức vụ thuộc Bí thư tỉnh. Nhiệm vụ của Hiệu thư lang chủ yếu soạn văn bằng công tác, tuy chỉ hàm Cửu phẩm, nhưng vị thế đáng nể, theo ngạch quy định chỉ có Tiến sĩ mới làm được, các đại thi nhân như Bạch Cư Dị, Lý Thương Ẩn cùng Đỗ Mục đều từng nhậm qua chức này, hơn nữa trong lịch sử cũng chưa từng có người phụ nữ nào được đề nghị nhận chức vị này. Có thể thấy, Vi Cao đã đánh giá rất cao tài năng của Tiết Đào. Tuy vậy, việc thỉnh cầu này của Vi Cao bị khước từ, và dù chưa từng được chính thức sách phong nhưng danh hiệu [Tiết Hiệu thư; 薛校書] đã không cánh mà đến.
Khi ấy Tiết Đào vinh quang tột đỉnh, không khỏi có chút cậy sủng mà kiêu. Khi quan viên thấp muốn tiếp kiến Vi Cao, đều thông qua Tiết Đào đi cửa sau. Dù Tiết Đào không thực sự ham tài do sau đó cũng nộp lên phủ tỉnh, nhưng việc bà sôi nổi nhận của đút lót khiến Vi Cao giận dữ, đày đến Tùng Châu (nay thuộc Tứ Xuyên). Vùng đất này là biên thuỳ phía Tây Nam, dân cư thưa thớt, binh hoang mã loạn, Tiết Đào hối hận hành vi của mình, bèn viết nên 10 đầu "Thập Ly thi" (十离诗), sai người trao đến cho Vi Cao. Bút pháp tuyệt diệu của Tiết Đào thông qua bài thơ khiến Vi Cao cảm động, bèn đưa Tiết Đào trở về. Sau kiếp nạn này, Tiết Đào quyết bỏ thân phận Nhạc kỹ, sống yên ổn trong một ngôi nhà phía Tây, khu vực Hoãn Hoa khê (浣花溪) của Thành Đô.
Về sau, Vi Cao vì trấn thủ biên cương có công nên được phong làm Nam Khang quận vương (南康郡王), rời khỏi Thành Đô. Vũ Nguyên Hành (武元衡) tiếp nhiệm Kiếm Nam Tiết Độ Sứ cũng rất ngưỡng mộ tài năng của Tiết Đào. Trong suốt cuộc đời của Tiết Đào, Kiếm Nam Tiết Độ Sứ tổng cộng có 11 người thay phiên đảm nhiệm, người nào cũng vô cùng thanh lãi và kính trọng bà, địa vị của bà đã vượt xa một tuyệt sắc hồng kĩ tầm thường.

### Mối tình tỷ đệ luyến

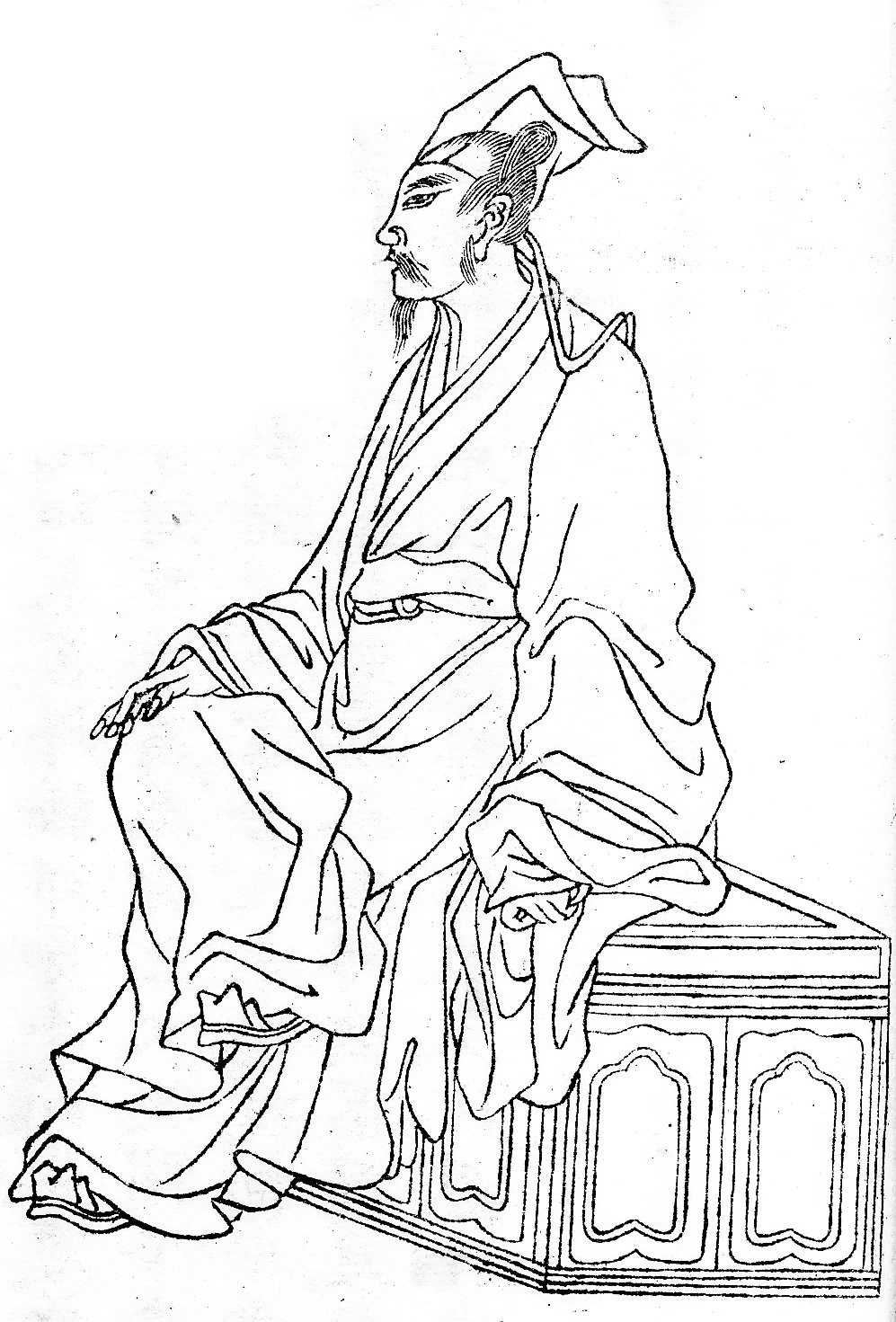
Nguyên Chẩn.

Năm Nguyên Hòa thứ 4 (809), khi đã 42 tuổi, Tiết Đào gặp Giám sát Ngự sử Nguyên Chẩn. Từ lâu Nguyên Chẩn đã nghe tiếng lành của Tiết Đào, khi vừa đến đất Thục đã xin gặp mặt ở Tử Châu. Năm ấy Nguyên Chẩn mới 31 tuổi, kém Tiết Đào 11 tuổi, khí phách anh tuấn của Nguyên Chẩn đã khiến Tiết Đào si mê ngay từ lần gặp đầu tiên.
Dẫu đã hơn 40 tuổi, nhưng vì bẩm sinh đã có khuôn mặt hoa da phấn, thêm vào đó lại thạo việc hóa trang và ăn mặc, nên dáng điệu yêu kiều của Tiết Đào vẫn không hề thua kém mĩ nhân năm nào. Bằng vẻ lịch thiệp và sự tài năng trác tuyệt của mình, Tiết Đào đã khiến Nguyễn Chẩn rơi vào cậm bẫy màu hồng. Hai con tim đồng cảm ấy rung động với hai tấm chân tình từ hai phía. Họ đã trải qua một năm ngọt ngào và gắn bó. Thế nhưng, Nguyên Chẩn sau khi về kinh thành lại phụ bạc, đắm say nồng nàn với nàng Lưu Thái Xuân xinh đẹp trẻ trung. Tiết Đào vẫn ngày đêm mong ngóng nhưng kết quả chỉ là vô vọng. Tiết Đào thương nhớ ngày đêm, đầy cõi lòng u oán cùng mong mỏi, viết ra đầu thơ đầy ai oán "Xuân vọng từ" (春望詞) lưu truyền hậu thế.
Khi thất tình với Nguyên Chẩn, Tiết Đào thản nhiên ngậm lấy nỗi uất hận, nhưng không huyên náo đòi sống đòi chết như nữ tử thông thường. Từ đó bà đặc biệt thích mặc váy đỏ, dùng ngựa xe ồn ào náo nhiệt cười nói, nhưng thâm tâm bình thản, chán ghét sự đời. Lúc vãn niên, ở phường Bích Kê, Tiết Đào dựng Ngâm Thi lâu (吟诗楼) và sống ở đó. Khi rãnh rỗi, Tiết Đào đam mê viết những đoạn thơ nhỏ, gọi là ["Tứ ngôn tuyệt cú"; 四言絕句], luật thơ cũng thường thường chỉ viết tám câu, cho nên rất ngại dùng những tờ giấy viết thơ khổ lớn thông thường. Việc này khiến Tiết Đào nghĩ ra một biện pháp, cải biến xưởng làm giấy ở địa phương chế tạo một thứ giấy hoa thông, và một thứ giấy màu đỏ thẫm có vẽ năm sắc rất đẹp rất hợp để viết thư tình, gọi là Tiết Đào tiên (薛涛笺).
Năm Thái Hòa thứ 5 (831) vào đời Đường Văn Tông, Tiết Đào mất ở Thành Đô, hưởng thọ 65 tuổi. Khi mất, bà được Đoàn Văn Xương (段文昌) soạn mộ chí. Trên văn bia được đề trịnh trọng rằng: [Tây Xuyên Nữ hiệu thư Tiết Đào Hồng Độ chi mộ; 西川女校書薛濤洪度之墓].

## Tác phẩm
Thơ Tiết Đào tương truyền sáng tác có hơn 500 bài, đa phần thất lạc cả, hiện còn 91 bài, tập hợp trong Cẩm Giang tập (锦江集). Ở Việt Nam trước năm 1975, đã có một tập thơ dịch 85 bài của thi sĩ được in tại Sài Gòn. Có thể nói đây là tập thơ giới thiệu tương đối đầy đủ các sáng tác của Tiết Đào, gọi là: Thơ Tiết Đào (85 bài), Ngô Tâm Lý dịch, Sài Gòn, 1958.
| 送友人 ... 水國蒹葭夜有霜， 月寒山色共蒼蒼。 誰言千里自今夕， 離夢杳如關塞長 | Tống hữu nhân ... Thủy quốc kiêm gia dạ hữu sương, Nguyệt hàn sơn sắc cộng thương thương. Thuỳ ngôn thiên lý tư kim tịch, Ly mộng yểu như quan lộ trường. | Tiễn bạn ... Trên mặt nước, cỏ kiêm cỏ gia vương hạt sương đêm Trăng lạnh hoà với sắc núi màu xanh thăm thẳm Ai bảo rằng từ đêm nay ta xa nhau ngàn dặm Giấc mộng biệt ly mờ mịt như con đường dài. |

| 牡丹 ... 去春零落暮春時， 淚濕紅箋怨別離。 常恐便同巫峽散， 因何重有武陵期。 傳情每向馨香得， 不語還應彼此知。 只欲欄邊安枕席， 夜深閒共說相思。 | Mẫu đơn ... Khứ xuân linh lạc mộ xuân thì, Lệ thấp hồng tiên oán biệt ly. Thường khủng tiện đồng Vu Giáp tán, Nhân hà trùng hữu Vũ Lăng kỳ? Truyền tình mỗi hướng hinh hương đắc, Bất ngữ hoàn ưng bỉ thử tri. Chỉ dục lan biên an chẩm tịch, Dạ thâm nhàn cộng thuyết tương tư. | Hoa mẫu đơn ... Năm ngoái lúc xuân tàn hoa rụng Lệ biệt ly ướt đũng giấy thơ Sợ em tan tựa mây mưa Cõi tiên sao gặp cho vừa nhớ thương? Cảm tình em qua hương thơm ngát Ta hiểu nhau đâu thiết bằng lời Lan can trải chiếu sẵn rồi Đêm khuya thanh vắng ngỏ lời thương nhau |

| 春望詞其一 ... 花開不同賞， 花落不同悲。 欲問相思處， 花開花落時。 | Xuân Vọng từ kỳ nhất ... Hoa khai bất đồng thưởng, Hoa lạc bất đồng bi. Dục vấn tương tư xứ, Hoa khai hoa lạc thì. | Bài từ ngóng xuân kỳ 1 ... Cùng xem hoa nở đã không ai, Cùng xót hoa rơi lại vắng người. Muốn hỏi đâu là nơi tưởng nhớ, Rằng khi hoa nở lúc hoa rơi. |

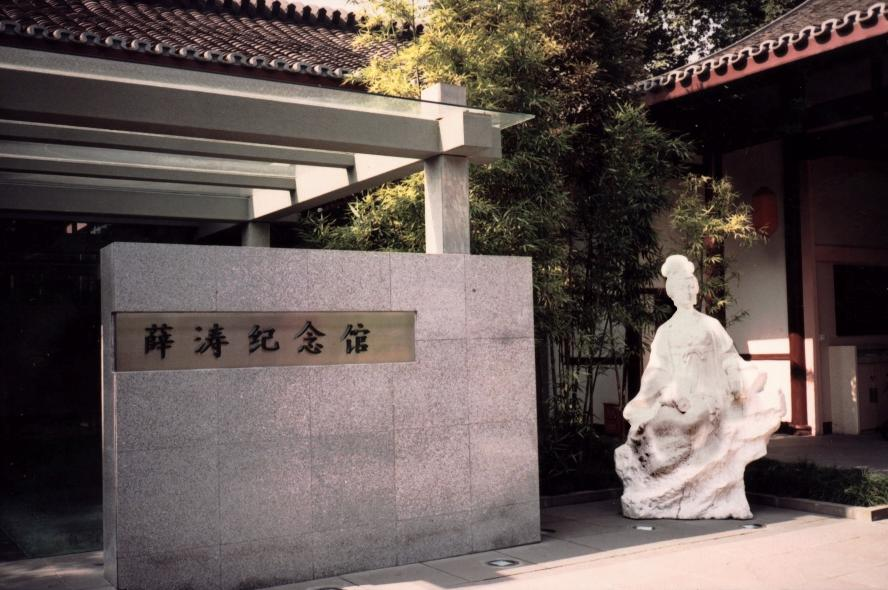
Khu tưởng niệm Tiết Đào ở Vọng Giang Lâu, Thành Đô
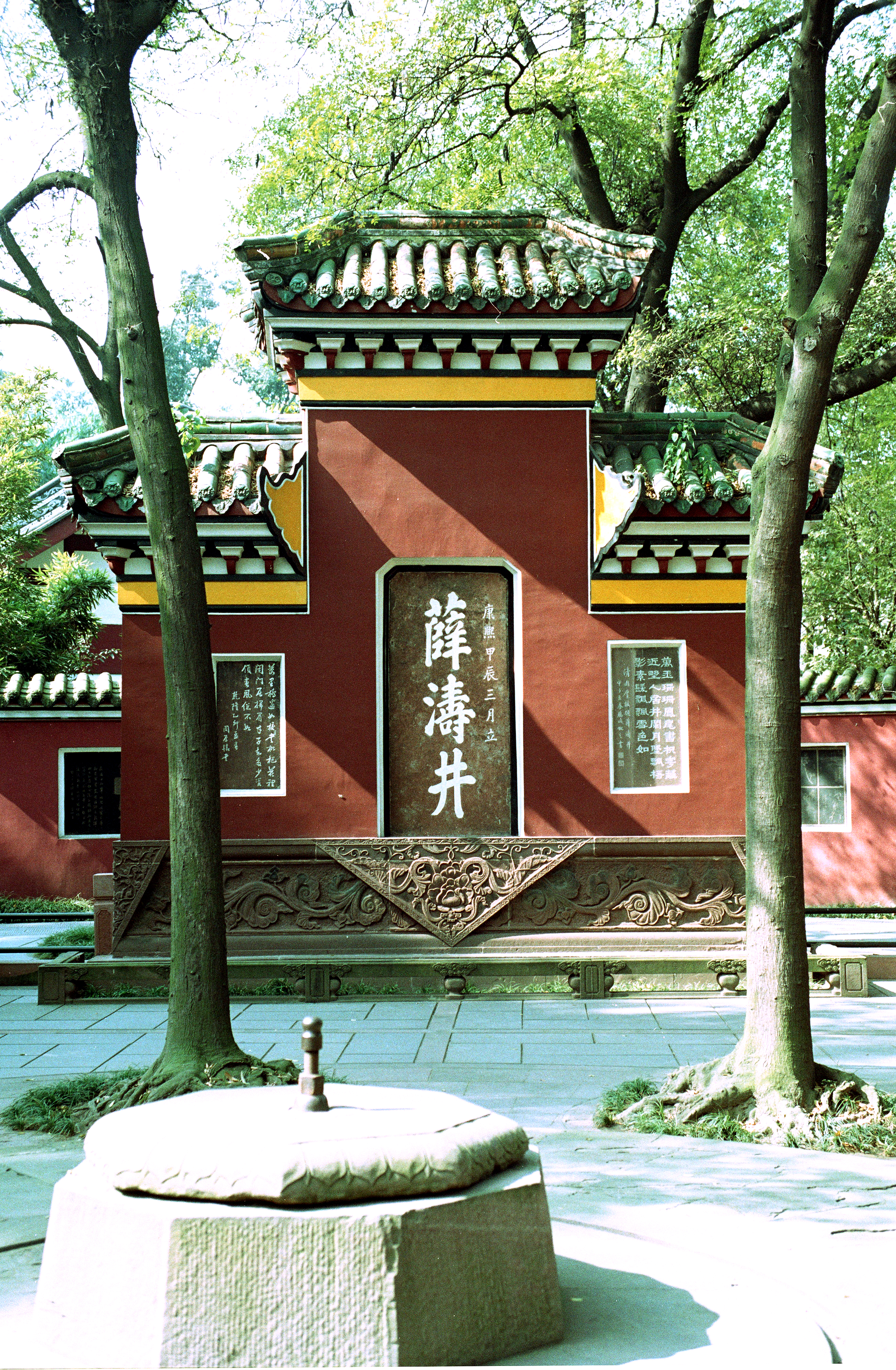
Giếng Tiết Đào (薛涛井) ở Thành Đô
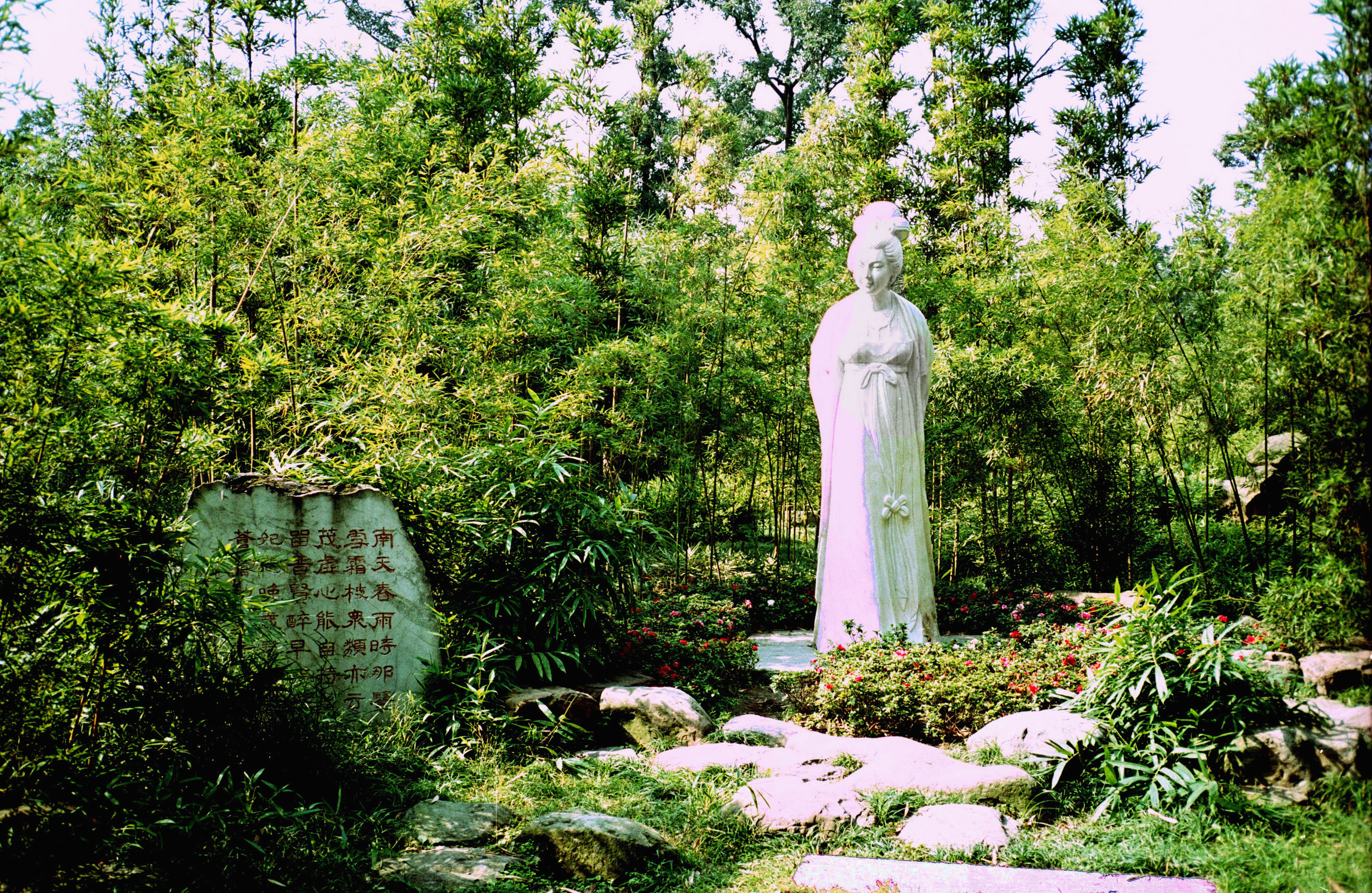
Tượng Tiết Đào ở Thành Đô